# Uzola
La Uzola (in russo Узола?) è un fiume della Russia europea, tributario di sinistra del Volga. Scorre nei rajon Koverninskij e Gorodecskij dell'oblast' di Nižnij Novgorod.

## Descrizione
La sorgente del fiume si trova 5 km a nord del villaggio di Romanovo, nel distretto Koverninskij e scorre per tutto il percorso in direzione sud-sud-ovest. Il fondo del fiume nel corso superiore è limoso-torboso, in quello inferiore è sabbioso e sabbioso-ciottoloso. La larghezza nel tratto superiore è di 5–10 m, in quello inferiore di 20–30 m In inverno è quasi completamente ricoperto di ghiaccio.  La sua lunghezza è di 147 km, il bacino idrografico di 1 920 km². Lungo il percorso passa dal villaggio di Kovernino. Sfocia sul Volga a 2 265,6 km dalla foce, di fronte alla città di Balachna.